# 潘迎捷
潘迎捷（1951年4月1日—）是一位中国教育家。

## 生平
男，汉族，江苏人，1951年4月生，硕士研究生，教授，博士生导师。1982年7月安徽科技学院农学系本科毕业，1986年9月南京农业大学生化系微生物专业硕士毕业。2001年4月至2013年12月担任上海海洋大学校长。

2013年12月起，任上海建桥学院校长。